# Katy Perry
Katheryn Elizabeth Hudson, bolje poznana pod psevdonimom Katy Perry, ameriška pop pevka, tekstopiska in filmska ter televizijska igralka, * 25. oktober 1984, Santa Barbara, Kalifornija, Združene države Amerike.
Vzgojena je bila kot kristjanka, njena starša pa sta bila po poklicu duhovnika; med odraščanjem je poslušala samo gospelsko glasbo in kot otrok je pela v lokalni cerkvi. Potem, ko si je v prvem letu srednje šole prislužila splošno izobraževalno diplomo, je začela s svojo glasbeno kariero. Kot Katy Hudson je leta 2001 izdala svoj prvi glasbeni album z gospelsko glasbo, ki ga je poimenovala po sebi. Zaradi propada njene založbe je bil album neuspešen. Kasneje je posnela album s produkcijsko skupino The Matrix in med letoma 2004 in 2005 večinoma končala s svojim drugim samostojnim glasbenim albumom; nobeden izmed teh albumov ni bil izdan.
Potem, ko je leta 2007 pela za Capitol Music Group, njeno četrto založbo v sedmih letih, je prevzela psevdonim Katy Perry in preko interneta tistega novembra izdala singl »Ur So Gay«, ki je prejel veliko pozornosti javnosti, vendar ni bil uspešen na glasbenih lestvicah. Zaslovela je leta 2008, ko je izdala svoj drugi singl, »I Kissed a Girl«, ki je pristal na vrhu večine mednarodnih lestvic. Naslednji album Katy Perry, One of the Boys, je izšel leto dni kasneje in pozneje postal triintrideseti najbolje prodajani album po svetu leta 2008. Prejel je platinasto certifikacijo s strani organizacije Recording Industry Association of America, med tem ko sta pesem »I Kissed a Girl« in njen naslednji singl, »Hot n Cold«, prejela multi-platinasti certifikaciji. Njen naslednji glasbeni album, Teenage Dream, je izšel avgusta 2010 in takoj po izidu pristal na prvem mestu lestvice Billboard 200. Album je vključeval tudi uspešne single »California Gurls«, »Teenage Dream« in »Firework«, ki so pristali na prvem mestu lestvice Billboard Hot 100 in drugih lestvic po vsem svetu. Do decembra 2010 je Katy Perry prodala 7 milijonov kopij albumov in 31 milijonov kopij singlov po vsem svetu.
Katy Perry je bila gostovalni sodnik v sedmi sezoni britanske televizijske oddaje The X Factor; izdala je dišavo, imenovano »Purr«; in leta 2011 se bo pojavila v filmu Smrkci.
Katy Perry je imela dolgo razmerje s Traviejem McCoyjem; 23. oktobra 2010 se je poročila z Russellom Brandom.

## Življenjepis

### 1984–2006: Zgodnje življenje in začetki kariere
Katy Perry se je rodila kot Katheryn Elizabeth Hudson v Santa Barbari, Kalifornija, Združene države Amerike materi Mary (rojena Perry), evangeličanki, ki je odrasla v južni Kaliforniji in je imela »razburkan prvi zakon v Zimbabwu«, ter očetu Keithu Hudsonu, ki se je v šestdesetih ukvarjal tudi z glasbo. Katy Perry ima nemške in portugalske korenine po mamini strani in je drugi otrok dveh duhovnikov. Ima starejšo sestro in mlajšega brata. Njena teta in stric po mamini strani sta scenaristka Eleanor Perry in režiser Frank Perry, preko katerih je povezana s Charlesom M. Schwabom, ustanoviteljem organizacije Bethlehem Steel Corporation.
Katy Perry je bila vključena v cerkev svojih staršev in je pela v njuni cerkvi od devetega do sedemnajstega leta. Med odraščanjem je poslušala gospelsko glasbo, saj ji njena mama ni pustila poslušati »posvetne glasbe«. Hodila je samo na krščanske šole in tabore. Kot otrok se je Katy Perry naučila plesati v rekreacijski stavbi v Santa Barbari. Učila se je od izkušenih plesalcev in začela plesati swing, Lindy Hop in hitre plese. V prvem letu na srednji šoli Dos Pueblos High School si je prislužila splošno izobraževalno diplomo in se odločila opustiti šolanje ter začeti z glasbeno kariero. Dejala je, da je na začetku začela peti »ker [je] bila na tisti očki v [svojem] otroštvu, kjer [je] kopirala [svojo] sestro in vse, kar [bi naredila].« Njena sestra je vadila s posnetki kaset, med tem ko je Katy Perry sama posnela kasete, ko njene sestre ni bilo zraven. Pesmi je vadila in izvajala pred svojimi starši, ki so ji predlagali, da bi se začela učiti petja. Zgrabila je priložnost in pri devetih letih začela hoditi na učne ure petja, kamor je hodila vse do svojega šestnajstega leta. Kasneje se je pričela šolati na šoli Music Academy of the West v Santa Barbari in kratek čas študirala italijansko opero.
Pri petnajstih letih je Katy Perry s petjem v cerkvi pritegnila pozornost rock veteranov iz Nashvillea, Tennessee, ki so jo odpeljali tja, da bi izboljšali njene sposobnosti za pisanje pesmi. V Nashvilleu je Katy Perry posnela nekaj demo posnetkov, veterani v country glasbi pa so jo naučili, kako orisati začetek njenih pesmi in igrati na kitaro. Katy Perry je podpisala pogodbo z založbo za kristjansko glasbo, Red Hill, pod katero je pri petnajstih letih posnela svoj prvi glasbeni album. Med nastopanjem pod imenom Katy Hudson je leta 2001 izdala svoj prvi glasbeni album, ki ga je poimenovala po sebi in je vseboval gospelsko glasbo z elementi rocka. Album je bil neuspešen, saj je založba ob koncu leta 2001 prenehala z delovanjem. Kasneje je spremenila svoj priimek v Perry, dekliški priimek njene mame, saj je bilo ime »Katy Hudson« preveč podobno imenu ameriške igralke Kate Hudson. Pri sedemnajstih letih se je preselila iz domačega mesta v Los Angeles, kjer je skupaj z Glenom Ballardom delala na albumu, ki ga je snemala z založbo Island. Album naj bi izšel leta 2005, vendar je revija Billboard poročala, da ga založba nazadnje sploh ni izdala. Katy Perry je prekinila pogodbo z založbo Island Def Jam Music Group. Pesmi, ki jih je posnela v sodelovanju z Glenom Ballardom, so med drugim tudi »Box«, »Diamonds« in »Long Shot«, kot je napisala na svoji uradni spletni strani na MySpaceu. Pesem »Simple«, ena izmed pesmi, ki jih je posnela skupaj z Glenom Ballardom, je izšla na soundtracku filma Sestrstvo potujočih hlač (2005).
Katy Perry je leta 2004 podpisala pogodbo z založbo Columbia Records. Kakorkoli že, založba se ni ujemala z njeno vizijo, saj ji niso dovolili »prijeti za volan«. Namesto tega je bila ena izmed idej založbe Columbia Records, da bi Katy Perry kot njihova ženska vokalistka sodelovala s produkcijsko skupino The Matrix, ki je delala na albumu. Čeprav so album kasneje umaknili iz prodaje, so ji glasbeni mediji namenili nekaj pozornosti: zaradi njene vzhajajoče kariere jo je revija Blender leta 2004 imenovala za »naslednjo večjo stvar«. Z nobenim prihajajočim albumom v načrtu je Katy Perry začela snemati sama. Ko je posnela okoli osemdeset procentov celotnega projekta, se je založba Columbia Records odločila prekiniti pogodbo z njo.
Medtem, ko je čakala, da najde novo založbo, je Katy Perry sodelovala z neodvisno A&R založbo, imenovano Taxi Music. Leta 2006 je bila vključena v konec videospota P.O.D.-jevega singla »Goodbye for Now«. Pojavila se je v videospotu Carbona Leafa za pesem »Learn to Fly« in videospot glasbene skupine Gym Class Heroes za pesem »Cupid's Chokehold«, kjer je igrala morebitno simpatijo glavnega pevca, Travieja McCoyja.

### 2007–2009:One of the BoysinMTV Unplugged
Preden je prekinila pogodbo z založbo Columbia Records, je takratna predstavnica založbe, Angelica Cob-Baehler, Katy Perry na 48. podelitvi Grammyjev priporočila Chrisu Anokuteu, predstavniku založbe Capitol Music Group. Odločen, da bo slišal več, je Chris Anokute prosil za DVD, ki je vključeval videospot pesmi »Simple« in tri demo posnetke Katy Perry. Potem, ko je slišal demo posnetek pesmi »Waking Up in Vegas,« je bil Chris Anokute prepričan, da ima pevka talent. Demo je pokazal svojemu nadrejenemu, Jasonu Flomu, vodji založbe Capitol Music Group in mu dejal: »Našel sem naslednjo Avril Lavigne, ki je spoznala Alanis Morissette.« Jason Flom mu je dejal, naj ne bo tako navdušen; kakorkoli že, ni bil popolnoma prepričan, da so demo posnetki tako dobri in skrbelo ga je, ker je umetnik že pred tem prekinil pogodbo z dvema založbama. Chris Anokute se ni želel vdati in nazadnje se je njegov trud skupaj s prizadevanjem novega uslužbenca založbe, Cobom Baehlerjem, poplačal. Katy Perry je pogodbo z založbo Capitol Music Group podpisala zgodaj leta 2007.
Potem, ko je podpisala pogodbo z založbo Capitol Records, je Katy Perry pričela izbirati pesmi za njen prvi uradni glasbeni album, One of the Boys in pričela ustvarjati svojo podobo, kar je bila ena izmed glavnih skrbi njenega upravljanja. Kampanija se je začela novembra 2007, ko je izdala videospot pesmi »Ur So Gay«, s katerim naj bi se uvedla v glasbeni trg. Digitalni EP, ki je sledil pesmi »Ur So Gay«, je kasneje izšel, da bi ustvarili spletno zmedo in zgodbe v medijih. To je bila uspešna poteza, ki je Katy Perry priskrbela pozornost Madonne, ki jo je omenila na intervjuju za kanale KISS FM in KRQ v oddaji JohnJay & Rich v Arizoni. 10. marca 2008 se je pojavila v televizijski seriji kanala ABC Family Upornica na konju, in sicer v epizodi »Life's Too Short«.
Naslednji korak Katy Perry je bilo promoviranje albuma, ki se je pričelo z dvomesečno turnejo na raznih radijskih postajah. Uradni glavni singl albuma, »I Kissed a Girl«, je izšel 6. maja 2008. Urednik njenega A&R-ja, Chris Anokute, je podjetju HitQuarters povedal, kako sta se kljub temu, da je bil prepričan, da je to »delo njene kariere«, pesem in njena kontroverzna tema srečali z velikim odporom založbe. Dejal je: »Ljudje so govorili: 'To se nikoli ne bo predvajalo na radijih. Kako naj to prodamo? Kako naj se to predvaja na območju ljudi krščanske vere?'« Chris Anokute je dejal, da je potreboval podporo vsaj enega izmed promocijskih radijev založbe, ki bi prepričal ljudi v založbi, da bo Katy Perry po vsej verjetnosti ponovno prekinila pogodbo z založbo. Vodja promocije založbe Capitol Records, Dennis Reese, je v singlu videl prihodnost, zaradi česar je Chrisu Anokuteu pomagal spraviti singl na mednarodne radije. Prva postaja, ki je sprejela singl in mu dala priložnost, je bila postaja The River v Nashvilleu. Potem, ko se je pesem tam predvajala tri dneve, so radio zasuli z navdušenimi klici.
Ker se je pesem vzpenjala na vrh lestvic, je Katy Perry pričela s svojo prvo turnejo, glasbenimi festivali Warped Tour, zaradi česar se ji je uspelo »uveljaviti kot verodostojen umetnik in poskrbeti za to, da v očeh javnosti ni izgledala kot samo še en neverjeten glasbenik, ki pa ima nazadnje samo eno uspešnico.« Na turneji so poleg nje nastopili še glasbeniki in glasbene skupine, kot na primer 3OH!3, Shwayze, Maylene and the Sons of Disaster, Bedouin Soundclash in The Aggrolites. Singl »I Kissed a Girl« je doživel velik in je na prvem mestu lestvice Billboard Hot 100 ostal sedem tednov. Od takrat je pesem postala velika uspešnica povsod po svetu, saj zasedla prvo mesto na glasbenih lestvicah še v tridesetih drugih državah, vključno z Avstralijo, Nizozemsko, Novo Zelandijo, Italijo, Kanado, Švico, Švedsko, Avstrijo, Norveško in Združenim kraljestvom. 12. junija 2008 se je Katy Perry kot ona sama pojavila v dnevni telenoveli Mladi in nemirni, kjer je pozirala za naslovnico junija 2008 revije v tej televizijski seriji, Restless Style.
Album One of the Boys je izšel 17. junija 2008 in prejel v glavnem mešane ocene s strani glasbenih kritikov. Album je zasedel deveto mesto na lestvici Billboard 200 ter prejel platinasto certifikacijo s strani organizacije Recording Industry Association of America. Katy Perry je svoj drugi singl iz albuma, »Hot n Cold«, ki je postal drugi izmed njenih treh najuspešnejših singlov v ducat državah po svetu, vključno z Združenimi državami Amerike, kjer je pesem zasedla tretje mesto na lestvici Billboard Hot 100, ter pristala na vrhu lestvic v Nemčiji, Kanadi in na Danskem. Potem, ko je Katy Perry končala z nastopanjem na turneji Warped Tour, je začela nastopati na raznih koncertih po Evropi. Kasneje je v januarju 2008 oznanila svojo prvo samostojno turnejo, imenovano Hello Katy Tour. S pesmijo »I Kissed a Girl« si je Katy Perry prislužila nominacijo za Grammyja v kategoriji za »najboljši ženski pop vokalni nastop« na 51. podelitvi Grammyjev. Nominirana je bila tudi v petih kategorijah na podelitvi nagrad MTV Video Music Awards leta 2008, vključno s kategorijami za »najboljšega novega ustvarjalca« in »najboljši ženski videospot«, vendar je nagrado nazadnje dobila Britney Spears. Prejela je nagrado v kategoriji za »najboljšega novega ustvarjalca« na podelitvi nagrad MTV Europe Music Awards leta 2008, ki jo je tudi vodila ter nagrado v kategoriji za »najboljšo mednarodno žensko ustvarjalko« na podelitvi nagrad BRIT Awards leta 2009. 9. februarja 2009 sta obe pesmi, »I Kissed a Girl« in »Hot n Cold« prejeli trikratno platinasto certifikacijo s strani organizacije Recording Industry Association of America za več kot tri milijone digitalno prodanih kopij izvodov.
Album The Matrix, ki vključuje tudi Katy Perry, je izšel kasneje preko založbe skupine The Matrix, Let's Hear It, in sicer v času, ko je Katy Perry nastopala na svoji turneji. Ko so javnosti sporočili, kdaj bo album izšel, je bil singl »I Kissed a Girl« že velika uspešnica. Lauren Christy, članica skupine The Matrix, je s Katy Perry govorila o odločitvi glede izida albuma, vendar je želela, da bi izid zadržali dokler se ne odpošlje četrtega singla iz albuma One of the Boys. Kljub njunemu pogovoru je album The Matrix izšel 27. januarja 2009 preko trgovine iTunes Store.
Decembra 2008 se je Katy Perry opravičila britanski pevki Lily Allen, ker je samo sebe označila za »bolj suho verzijo« nje, saj tega ni mislila žaljivo, temveč je to izrekla v šali. Lily Allen se je kasneje maščevala tako, da je neki britanski radijski postaji povedala, da »slučajno vem za dejstvo, ki trdi, da je ona [Katy Perry] ameriška verzija« nje, saj morata založbi obeh »najti nekaj kontroverznega in 'nenavadnega',« kot je ona.
16. maja 2009 je Katy Perry nastopila na prireditvi Life Ball na Dunaju, Avstrija. Junija 2009 so odvetniki Katy Perry nasprotovali nedavni blagovni znamki avstralske modne oblikovalke Katie Perry, ki uporablja lastno ime na tržišču za salonska oblačila. Nekateri mediji so o vsem skupaj poročali kot o tožbi, kar pa je Katy Perry takoj zanikala preko svojega bloga. Katie Perry, modna oblikovalka, je preko svojega bloga sporočila, da so na zaslišanju z organizacijo IP Australia 10. julija 2009 pevkini odvetniki prenehali z nasprotovanjem proti blagovni znamki.
Čez poletje leta 2009 je Katy Perry posnela cameo pojav za film Superžur, iz katerega je bil njen prizor, v katerem se poljubi s kasneje svojim možem, Russellom Brandom, izrezan, zaradi česar se v filmu nazadnje ne pojavi. Ko se je o tem pogovarjala z MTV-jem, je Katy Perry domnevala, da so se nekateri bali, da bi se film s tem prizorom obravnaval drugače, kot je bilo mišljeno.
Leta 2009 je bila Katy Perry vključena v dva singla: remix coloradske glasbene skupine 3OH!3 za pesem »Starstrukk« v avgustu (idejo o sodelovanju je dobila ona, ko je band 3OH!3 nastpal na njeni turneji kot spremljevalna skupina). Pesem je 8. septembra 2009 izšla preko iTunesa. Decembra tistega leta je bila vključena tudi v pesem »If We Ever Meet Again«, četrti singl iz Timbalandovega glasbenega albuma Shock Value II.
Oktobra 2009 so oznanili, da bo Katy Perry ena izmed ustvarjalcev, ki bo nastopala za MTV Unplugged in da bo za njih izdala album v živo, ki bo vključeval njeno novo pesem, »Brick by Brick« ter njeno različico pesmi Fountains of Wayne, »Hackensack«. Album je izšel 17. novembra tistega leta in je vključeval oboje, zgoščenko in DVD.

### 2010–danes:Teenage Dream
Katy Perry se je poleg Simona Cowella, Cheryl Cole in Louisa Walsha pojavila kot gostovalni sodnik med avdicijo za sedmo sezono oddaje The X Factor v Dublinu 28. junija leta 2010 (epizoda se je kasneje prvič predvajala na televiziji 28. avgusta). Bila je le ena izmed mnogih slavnih osebnosti, ki so jim ponudili, da bi zapolnili vlogo sodnika potem, ko je Dannii Minogue odšla. Kasneje se je v oddaji ponovno pojavila 17. oktobra 2010, ko je nastopila s pesmijo »Firework«.
Drugi uradni glasbeni album Katy Perry, naslovljen kot Teenage Dream, je izšel avgusta 2010. Prvi singl iz albuma je nosil naslov »California Gurls«. Singl je zasedel prvo mesto na lestvici Billboard Hot 100 in je najuspešnejši singl založbe Capitol Records samostojnega ustvarjalca vse od pesmi »Ode to Billie Joe« Bobbieja Gentryja iz leta 1967. Naslovnica za album Teenage Dream, ki jo je ustvaril Will Cotton in prikazuje Katy Perry, ki gola leži na oblakih iz sladkorne pene, spominja na videospot za pesem »California Gurls«. Knjižica ob fizični izdaji albuma je v skladu s temo sladkorne pene, saj diši po sladkorni peni. Drugi singl iz albuma, »Teenage Dream«, je izšel julija 2010. Pesem »Firework« je izšla kot tretji singl iz albuma.
12. septembra se je Katy Perry pojavila na podelitvi nagrad MTV Video Music Awards leta 2010. Nominirana je bila za dve nagradi in z Nicki Minaj in Eminemom je podelila nagrado v kategoriji za »najboljši moški videospot«. 14. septembra tistega leta se je vrnila na svojo bivšo srednjo šolo, Dos Pueblos High School, kjer je za učence nastopila z nekaj pesmimi.
Katy Perry je nastopila s pesmijo »Hot n Cold« skupaj z Elmom iz Sesame Street, ki naj bi se originalno pojavil v premierni epizodi enainštiridesete sezone otroškega izobraževalnega programa 27. septembra 2010. Kakorkoli že, štiri dni preden naj bi epizoda izšla, je organizacija Sesame Workshop oznanila: »V luči povratnih informacij, ki smo jih prejeli preko videospota Katy Perry … smo se odločili, da ne bomo izdali odlomka televizijske oddaje Sesame Street, ki je namenjena predšolskim otrokom. Oboževalci Katy Perry bodo posnetek še vedno lahko videli na YouTubeu.« Glavni razlog za to, da epizoda ni izšla, so bile pritožbe staršev zaradi tega, kar se je nazadnje izkazalo za njeno obleko.
Katy Perry je videospot za pesem »Firework« posnela septembra leta 2010 v Budimpešti, Madžarska. Avdicije za pojav v videospotu so pritegnile neprimerljivih 38.000 prijav. Nadaljevala je z nastopanjem v Budimpešti 1. oktobra 2010, kar je postal njen prvi nastop v centralni in vzhodni Evropi.
Katy Perry je oznanila, da bo jeseni leta 2010 izdala svojo prvo dišavo, imenovano »Purr«. Izdala jo je v steklenički v obliki mačke v trgovinah Nordstrom.
23. oktobra 2010 se je Katy Perry poročila z britanskim komedijantom Russellom Brandom. Russell Brand jo je zasnubil decembra 2009 pred Taj Mahalom. Poročila sta se v tradicionalni indijski hindujski ceramoniji v ekskluzivnem letovišču Arman-I-Khas, blizu narodnega parka v Ranthamboreu na podeželju Rajasthana. Okoli osemdeset gostov je priletelo na poroko v Indijo, kamor pa so bili povabljeni le najbližji prijatelji in sorodniki para. Večina ljudi je menila, da bodo prisotni Jonathan Ross, David Walliams in P. Diddy, a se je najbolj opazilo odsotnost pop zvezdnice Rihanne, ki je organizirala tudi dekliščino Katy Perry in naj bi bila njena glavna družica, a je na poroko ni bilo »zaradi delovnih obveznosti«. Russell Brand je za darilo Katy Perry porabil nekaj tisoč dolarjev - podaril ji je bengalskega tigra po imenu Machli, ki je živel v rezervatu v Ranthamboreu.

## Glasbeni stil in teme
Katy Perry ima glas kontraalt. Glasbeniki, ki so vplivali na njena dela, so med drugim tudi Alanis Morissette, pop rock glasbeniki Cyndi Lauper, Pat Benatar, Joan Jett, Shirley Manson, in Freddie Mercury, pokojni glavni pevec britanske glasbene skupine Queen. V odraščanju je lahko poslušala je gospelsko glasbo, zaradi česar je ob začetku svoje kariere poznala le nekaj pevcev posvetne glasbe. Ko so jo producenti vprašali, s kom bi rada sodelovala, ni imela pojma. Tisto noč je odšla s svojo materjo v hotel. V sobi je prižgala televizijo in preklopila na kanal VH1, kjer je naletela na producenta Glena Ballarda, ki je govoril o Alanis Morissette; Glen Ballard je produciral Morissettein Jagged Little Pill, album, ki je »zelo vplival« na Katy Perry. Producentom je naslednji dan povedala, da bi rada sodelovala Ballardom. Domenili so se za sestanek v Los Angelesu. Katy Perry ga je presenetila s pesmijo in dan kasneje jo je tudi povabil k sodelovanju. Glen Ballard in Katy Perry sta kasneje sodelovala še več let.
Katy Perry je svojo glasbo opisala z besedami: »Nekdo jo je na nek način napisal zame in jaz jo od takrat dalje tudi uporabljam.« Po njenem mnenju se je »med petnajstim in triindvajsetim letom zelo spremenila.« Njen prvi glasbeni album je vseboval gospelsko glasbo. Meni, da je bila njena perspektiva glasbe »nekoliko neprilagodljiva in zelo stroga« in vse, kar je počela, je bilo povezano s cerkvijo. Svoj drugi glasbeni album, One of the Boys, je opisala kot »posveten« in »rock«, odražal pa naj bi njeno odcepitev od korenin v cerkveni glasbi. Katy Perry pričakuje, da bo za svoj naslednji album posnela več pop pesmi.
Katy Perry je povezana z ustvarjanjem vseh svojih projektov, posebno pri pisanju pesmi. Ko se je naučila igrati na kitaro, je začela pesmi pisati kar doma in jih kasneje predstaviti producentom. Najbolj jo navdihnejo specifični dogodki v njenem življenju. Pravi, da se ji zdi lahko pisati pesmi o strtem srcu. Večina tem pesmi iz albuma One of the Boys se sooča z zlomljenim srcem, najstniškimi avanturami in »bruhanjem v stranišče«.
Mati Katy Perry je za britanski tabloid Daily Mail po poročilih povedala, da ji glasba njene hčere ni všeč ter jo označila za »sramotno in nagnusno«. Katy Perry je dejala, da so njeno mamo narobe razumeli in MTV-ju povedala, da so to napačne informacije. Njeni pesmi »Ur So Gay« in »I Kissed a Girl« sta naleteli na negativen sprejem tako s strani pripadnikov raznih religij, kot s strani homoseksualcev. Pesmi sta bili označeni kot homofobični in naj bi promovirali homoseksualnost ter »lezbijčno izkoriščanje«. MTV je omenil kritike, ki so namigovale na to, da Katy Perry »preizkuša biseksualnost« kot način promocije. Katy Perry se je na kontroverznost v zvezi pesmijo »Ur So Gay« odzvala z besedami: »To ni bilo mišljeno v negativnem pomenu. Ni mišljeno kot: 'Ti si tak gej,' v smislu: 'Ti si tako zanič,' s tem sem v bistvu želela povedati, da bi fant iz pesmi moral biti gej. Popolnoma razumem, da si lahko pomen narobe razlagate ali karkoli drugega  ... vendar ni bilo mišljeno stereotipno do kogar koli, govorila sem o svojih bivših fantih.«

## Javna podoba
Katy Perry je prepoznavna po svojih nekonvencionalnem stilu oblačenja. Pogosto je humoren, zanj pa so značilne svetle barve, obleke spominjajo na različna obdobja, pogosto pa kot del obleke uporablja tudi dodatke v obliki sadja, večinoma melone. Že ko se je v otroštvu učila plesati, je sanjala o tem, da bi imela lasten stil. Njena transformacija v ustvarjalca se je začela s tem, ko je dobila lasten stil, ki ga je navdihnila igralka Dominique Swain v filmski upodobitvi romana Lolita iz leta 1997. Svoj stil oblačenja je definirala kot »nekakšno spletko različnih reči«. Johnny Wujek, njen stilist, je njen stil v času, ko jo je prvič srečal, opisal kot »zelo barvit in edinstven«. Njena moda je pritegnila veliko pozornosti modnih oblikovalcev, ki so ji posvetili skoraj toliko pozornosti, kot je njeni oboževalci posvečajo njeni glasbi.
V juniju 2008 je v javnost prišla fotografija Katy Perry, na kateri pozira z rezilom, ki je bila zelo kritizirana. Fotografijo pa so nekateri branili, saj naj bi bila edini njen trud, s katerim bi dobila »privlačnejši, trši pridih«. Kritiziranje njene podobe je Katy Perry sama zasmehovala in nazadnje posnela še eno fotografijo, na kateri je pozirala z žlico.

## Zasebno življenje
Katy Perry je nekaj časa hodila z glavnim pevcem glasbene skupine Gym Class Heroes, Traviejem McCoyjem, ki ga je spoznala v nekem snemalnem studiju v New Yorku, njuno razmerje pa je z več razhodi vmes trajalo nekaj let. Po več kot letu dni prijateljevanja in občasnih zmenkih sta, tik preden je Katy Perry leta 2008 pričela nastopati na turneji Warped Tour, začela z resnim razmerjem. Razšla sta se decembra 2008. S svojim razmerjem sta Katy Perry in Travie McCoy ponovno začela zgodaj leta 2009, vendar sta se spet razšla nekaj mesecev kasneje.
Katy Perry je britanskega komedijanta Russella Branda prvič spoznala poleti leta 2008, ko je posnela cameo pojav za njegov film Superžur (2010). Z razmerjem sta pričela, ko sta se septembra 2009 ponovno srečala na podelitvi nagrad MTV Video Music Awards, kjer je Russell Brand, voditelj, povedal: »Katy Perry ni dobila nobene nagrade in trenutno prebiva v istem hotelu kot jaz, tako da bo potrebovala ramo, na kateri bo lahko jokala. Tako sem na nek način to noč jaz pravi zmagovalec!« Par se je zaročil decembra leta 2009, ko je Russell Brand Katy Perry zasnubil na počitnicah v Indiji. V intervjuju julija 2010 za YouTube je Katy Perry dejala, da bi bil Russell Brand »popoln« oče. Katy Perry je dejala, da namerava po poroki z Russellom Brandom prevzeti dvojno britansko državljanstvo. »Ena izmed prvih stvari, ki jih bom naredila, bo prevzem dvojnega državljanstva. Nisem prepričana, če bom morala narediti kakšne teste, ker se nisem imela časa pozanimati. Ampak Anglija je kot moj drugi dom.« Katy Perry in Russell Brand sta se poročila 23. oktobra 2010 blizu narodnega parka v Ranthambhoreu v Radžastanu, Indija, na isti lokaciji, kjer jo je Russell Brand zasnubil. Poročila sta se s tradicionalnim hindujskim obredom.

## Diskografija

### Albumi

#### Studijski albumi
| Naslov                                            | Detajli albuma                                                             | Dosežki na lestvicah    | Dosežki na lestvicah | Dosežki na lestvicah | Dosežki na lestvicah | Dosežki na lestvicah | Dosežki na lestvicah | Dosežki na lestvicah | Dosežki na lestvicah | Dosežki na lestvicah | Dosežki na lestvicah | Prodaja               | Certifikacije |
| Naslov                                            | Detajli albuma                                                             | Združene države Amerike | Avstralija           | Avstrija             | Kanada               | Nemčija              | Irska                | Nizozemska           | Nova Zelandija       | Švica                | Velika Britanija     | Prodaja               | Certifikacije |
| ------------------------------------------------- | -------------------------------------------------------------------------- | ----------------------- | -------------------- | -------------------- | -------------------- | -------------------- | -------------------- | -------------------- | -------------------- | -------------------- | -------------------- | --------------------- | --- |
| Katy Hudson                                       | - Izdan: 23. oktober 2001 - Založba: Red Hill - Formats: CD                | —                       | —                    | —                    | —                    | —                    | —                    | —                    | —                    | —                    | —                    |                       | |
| One of the Boys                                   | - Izdan: 17. junij 2008 - Založba: Capitol - Formati: LP, CD, digitalno    | 9                       | 11                   | 6                    | 6                    | 7                    | 10                   | 32                   | 17                   | 6                    | 11                   | - Po svetu: 5.000.000 | - Združene države Amerike: Platinasta - Avstrija: Platinasta - Avstrija: Platinasta - Kanada: 2× Platinasta - Nemčija: Zlata - Irska: Platinasta - Nizozemska: Zlata - Švica: Zlata - Velika Britanija: Platinasta |
| Teenage Dream                                     | - Izdan: 24. avgust 2010 - Založba: Capitol - Formati: LP]], CD, digitalno | 1                       | 1                    | 1                    | 1                    | 5                    | 1                    | 6                    | 1                    | 4                    | 1                    |                       | - Avstrija: Platinasta - Kanada: Platinum - Nizozemska: Platinasta - Velika Brizanija: Platinasta |
| »—« označuje, da se album ni uvrstil na lestvico. |                                                                            |                         |                      |                      |                      |                      |                      |                      |                      |                      |                      |                       | |

#### Albumi v živo
| Naslov        | Detajli albuma                                                             | Dosežki na lestvicah    | Dosežki na lestvicah | Dosežki na lestvicah |
| Naslov        | Detajli albuma                                                             | Združene države Amerike | Francija             | Švica                |
| ------------- | -------------------------------------------------------------------------- | ----------------------- | -------------------- | -------------------- |
| MTV Unplugged | - Izdan: 17. november 2009 - Založba: Capitol - Format: DVD, CD, digitalno | 168                     | 192                  | 82                   |

#### EP-ji
| Naslov    | Detajli albuma                                                        |
| --------- | --------------------------------------------------------------------- |
| Ur So Gay | - Izdan: 20. november 2007 - Založba: Capitol - Format: LP, digitalno |

### Singli
| Singl                                             | Leto | Dosežki na lestvicah    | Dosežki na lestvicah | Dosežki na lestvicah | Dosežki na lestvicah | Dosežki na lestvicah | Dosežki na lestvicah | Dosežki na lestvicah | Dosežki na lestvicah | Dosežki na lestvicah | Dosežki na lestvicah | Certifikacije | Album           |
| Singl                                             | Leto | Združene države Amerike | Avstralija           | Avstrija             | Kanada               | Nemčija              | Irska                | Nizozemska           | Nova Zelandija       | Švica                | Velika Britanija     | Certifikacije | Album           |
| ------------------------------------------------- | ---- | ----------------------- | -------------------- | -------------------- | -------------------- | -------------------- | -------------------- | -------------------- | -------------------- | -------------------- | -------------------- | --- | --------------- |
| »I Kissed a Girl«                                 | 2008 | 1                       | 1                    | 1                    | 1                    | 1                    | 1                    | 1                    | 1                    | 1                    | 1                    | - Združene države Amerike: 3× Platinasta - Avstralija: Platinasta - Avstrija: Platinasta - Kanada: 7× Platinasta - Nemčija: Platinasta - Nova Zelandija: Platinasta - Švica: Platinasta - Velika Britanija: Platinasta | One of the Boys |
| »Hot n Cold«                                      | 2008 | 3                       | 4                    | 1                    | 1                    | 1                    | 3                    | 1                    | 5                    | 1                    | 4                    | - Združene države Amerike: 4× Platinasta - Avstralija: 2× Platinasta - Avstrija: Platinasta - Kanada: 6× Platinasta - Nemčija: Zlata - Nova Zelandija: Platinum - Švica: Platinasta - Velika Britanija: Zlata          | One of the Boys |
| »Thinking of You«                                 | 2009 | 29                      | 34                   | 18                   | 24                   | 19                   | 38                   | 18                   | —                    | 45                   | 27                   | - Kanada: Platinasta | One of the Boys |
| »Waking Up in Vegas«                              | 2009 | 9                       | 11                   | 26                   | 2                    | 33                   | 8                    | 12                   | 9                    | 69                   | 19                   | - Avstralija: Zlata - Kanada: Platinasta - Nova Zelandija: Zlata | One of the Boys |
| »California Gurls« (skupaj s Snoop Doggom)        | 2010 | 1                       | 1                    | 3                    | 1                    | 3                    | 1                    | 2                    | 1                    | 4                    | 1                    | - Združene države Amerike: 3× Platinasta - Avstralija: 3× Platinasta - Avstrija: Zlata - Kanada: Platinasta - Nova Zelandija: Platinasta - Švica: Platinasta - Velika Britanija: Srebrna                               | Teenage Dream   |
| »Teenage Dream«                                   | 2010 | 1                       | 2                    | 2                    | 2                    | 6                    | 1                    | 4                    | 1                    | 8                    | 2                    | - Združene države Amerike: 2× Platinasta - Avstralija: 3× Platinasta - Nova Zelandija: Platinasta - Velika Britanija: Srebrna                                                                                          | Teenage Dream   |
| »Firework«                                        | 2010 | 1                       | 3                    | 5                    | 1                    | 11                   | 2                    | 8                    | 1                    | 11                   | 3                    | - Avstralija: Platinasta - Nova Zelandija: Platinasta - Velika Britanija: Srebrna | Teenage Dream   |
| »—« označuje, da se singl ni uvrstil na lestvico. |      |                         |                      |                      |                      |                      |                      |                      |                      |                      |                      | |                 |

### Nesamostojni singli
| Singl                                                   | Leto | Dosežki na lestvicah    | Dosežki na lestvicah | Dosežki na lestvicah | Dosežki na lestvicah | Dosežki na lestvicah | Dosežki na lestvicah | Dosežki na lestvicah | Dosežki na lestvicah | Dosežki na lestvicah | Dosežki na lestvicah | Certifikacije | Album          |
| Singl                                                   | Leto | Združene države Amerike | Avstralija           | Avstrija             | Kanada               | Nemčija              | Irska                | Nizozemska           | Nova Zelandija       | SWI                  | Velika Britanija     | Certifikacije | Album          |
| ------------------------------------------------------- | ---- | ----------------------- | -------------------- | -------------------- | -------------------- | -------------------- | -------------------- | -------------------- | -------------------- | -------------------- | -------------------- | --- | -------------- |
| »Starstrukk« (3OH!3 skupaj s Katy Perry)                | 2009 | 66                      | 4                    | 48                   | 31                   | —                    | 4                    | —                    | 16                   | —                    | 3                    | - Združene države Ameirke: Platinasta - Avstralija: 2× Platinasta - Nova Zelandija: Zlata - Velika Britanija: Zlata | Want           |
| »If We Ever Meet Again« (Timbaland skupaj s Katy Perry) | 2009 | 37                      | 9                    | 10                   | 4                    | 9                    | 3                    | 11                   | 1                    | 7                    | 3                    | - Avstralija: Platinasta - Švica: Zlata - Nova Zelandija: Platinasta                                                | Shock Value II |
| »—« označuje, da se singl ni uvrstil na lestvico.       |      |                         |                      |                      |                      |                      |                      |                      |                      |                      |                      | |                |

#### Promocijski singli
| Singl                                             | Leto | Dosežki na lestvicah    | Dosežki na lestvicah | Dosežki na lestvicah | Album           |
| Singl                                             | Leto | Združene države Amerike | Kanada               | Nova Zelandija       | Album           |
| ------------------------------------------------- | ---- | ----------------------- | -------------------- | -------------------- | --------------- |
| »Ur So Gay«                                       | 2007 | —                       | —                    | —                    | One of the Boys |
| »Not Like the Movies«                             | 2010 | 53                      | 41                   | —                    | Teenage Dream   |
| »Circle the Drain«                                | 2010 | 58                      | 30                   | 36                   | Teenage Dream   |
| »E.T.«                                            | 2010 | 42                      | 13                   | —                    | Teenage Dream   |
| »—« označuje, da se singl ni uvrstil na lestvico. |      |                         |                      |                      |                 |

### Ostale pomembnejše pesmi
| Pesem                                             | Leto | Dosežki na lestvicah    | Dosežki na lestvicah | Dosežki na lestvicah | Dosežki na lestvicah | Dosežki na lestvicah | Certifikacije       | Album           |
| Pesem                                             | Leto | Združene države Amerike | Avstralija           | Kanada               | Nova Zelandija       | Velika Britanija     | Certifikacije       | Album           |
| ------------------------------------------------- | ---- | ----------------------- | -------------------- | -------------------- | -------------------- | -------------------- | ------------------- | --------------- |
| »One of the Boys«                                 | 2008 | —                       | 40                   | —                    | —                    | —                    | - Avstralija: Zlata | One of the Boys |
| »If You Can Afford Me«                            | 2009 | —                       | —                    | —                    | 28                   | —                    |                     | One of the Boys |
| »Last Friday Night (T.G.I.F.)«                    | 2010 | 67                      | —                    | 49                   | —                    | 101                  |                     | Teenage Dream   |
| »Peacock«                                         | 2010 | —                       | —                    | 56                   | —                    | 125                  |                     | Teenage Dream   |
| »—« označuje, da se singl ni uvrstil na lestvico. |      |                         |                      |                      |                      |                      |                     |                 |

### Ostali pojavi
| Naslov                                     | Leto | Album                                      |
| ------------------------------------------ | ---- | ------------------------------------------ |
| »Simple«                                   | 2007 | Sesterstvo potujočih hlač: Glasba iz filma |
| »White Christmas« (verzija Binga Crosbyja) | 2008 | The Hotel Café Presents Winter Songs       |
| »Electric Feel« (verzija MGMT)             | 2009 | Radio 1's Live Lounge - Volume 4           |

### Videospoti
| Naslov                                                                       | Leto | Režiser(ji)               |
| ---------------------------------------------------------------------------- | ---- | ------------------------- |
| »Goodbye for Now« (gostovalni pojav skupaj s P.O.D.-om)                      | 2006 | Meiert Avis               |
| »Learn to Fly« (gostovalni pojav skupaj s Carbonom Leafom)                   | 2006 | Anna Mastro               |
| »Ur So Gay«                                                                  | 2007 | Walter May                |
| »Cupid's Chokehold« (Gym Class Heroes skupaj s Patrickom Stumpom; version 3) | 2007 | Alan Ferguson             |
| »I Kissed a Girl«                                                            | 2008 | Kinga Burza               |
| »Hot n Cold«                                                                 | 2008 | Alan Ferguson             |
| »Thinking of You«                                                            | 2009 | Melina                    |
| »Waking Up in Vegas«                                                         | 2009 | Joseph Kahn               |
| »Starstrukk« (3OH!3 skupaj s Katy Perry)                                     | 2009 | Marc Klasfeld, Steve Jocz |
| »If We Ever Meet Again« (Timbaland skupaj s Katy Perry)                      | 2010 | Paul »Coy« Allen          |
| »California Gurls« (skupaj s Snoop Doggom)                                   | 2010 | Mathew Cullen             |
| »Teenage Dream«                                                              | 2010 | Yoann Lemoine             |
| »Firework«                                                                   | 2010 | Dave Meyers               |

## Turneje
- Hello Katy Tour (2009)
- California Dreams Tour (2011)

## Filmografija

### Televizija
| Leto | Naslov            | Vloga              | Opombe                                                       |
| ---- | ----------------- | ------------------ | ------------------------------------------------------------ |
| 2008 | Mladi in nemirni  | Ona                | Epizoda 8914                                                 |
| 2008 | Upornica na konju | Ona                | »Life's Too Short« (sezona 4, episode 8)                     |
| 2010 | Ameriški idol     | Gostovalna sodnica | »Sezona 9, epizoda 5«                                        |
| 2010 | The X Factor      | Gostovalna sodnica | »Sezona 7, epizoda 2«                                        |
| 2010 | Sesame Street     | Ona                | Na voljo le preko spleta(izbrisana iz televizijskega kanala) |
| 2010 | Simpsonovi        | Ona                | 1 epizoda, »The Fight Before Christmas«                      |

### Filmi
| Leto | Naslov      | Vloga      | Opombe      |
| ---- | ----------- | ---------- | ----------- |
| 2011 | Smrkci      | Smurfette  | Glas        |
| 2011 | The Muppets | Še neznano | Cameo pojav |

## Nagrade in nominacije

### American Music Awards
| Leto | Delo          | Kategorija                            | Osvojeno?                        |
| ---- | ------------- | ------------------------------------- | -------------------------------- |
| 2010 | Katy Perry    | Ustvarjalec leta                      | style="background: #ffdddd"\| Ne |
| 2010 | Katy Perry    | Najljubša pop/rock ženska ustvarjalka | style="background: #ffdddd"\| Ne |
| 2010 | Teenage Dream | Najljubši pop/rock album              |                                  |

### ARIA Awards
| Leto | Delo       | Kategorija                             | Osvojeno? |
| ---- | ---------- | -------------------------------------- | --------- |
| 2010 | Katy Perry | Najpopularnejši mednarodni ustvarjalec | Ne        |

### Billboard Music Japa Awards
| Leto | Delo               | Kategorija                   | Osvojeno?                        |
| ---- | ------------------ | ---------------------------- | -------------------------------- |
| 2010 | »California Gurls« | Hot 100 Airplay del Año 2010 | style="background: #ffdddd"\| Ne |
| 2010 | »California Gurls« | Adulto Contemporáneo del Año | style="background: #ffdddd"\| Ne |

### Bravo A-List Awards
| Leto | Delo       | Kategorija               | Osvojeno?                        |
| ---- | ---------- | ------------------------ | -------------------------------- |
| 2010 | Katy Perry | A-List: Ustvarjalec leta | style="background: #ffdddd"\| Ne |
| 2010 | Katy Perry | A-List: Preboj           | style="background: #ffdddd"\| Ne |
| 2010 | Katy Perry | A-List: Nalaganje        | style="background: #ffdddd"\| Ne |
| 2010 | Katy Perry | A-List: Kate             | style="background: #ffdddd"\| Ne |

### Brit Awards
| Leto | Delo       | Kategorija                  | Osvojeno? |
| ---- | ---------- | --------------------------- | --------- |
| 2009 | Katy Perry | Mednarodna ženska izvajalka | Da        |

### Echo Music Awards
| Leto | Delo              | Kategorija     | Osvojeno? |
| ---- | ----------------- | -------------- | --------- |
| 2009 | »I Kissed a Girl« | Hit des Jahres | Ne        |

### ESKA Music Awards
| Leto | Delo            | Kategorija                           | Osvojeno? |
| ---- | --------------- | ------------------------------------ | --------- |
| 2009 | One of the Boys | Najbolje prodajani album na Poljskem | Da        |

### Glamour Women of the Year Awards
| Leto | Delo       | Kategorija              | Osvojeno? |
| ---- | ---------- | ----------------------- | --------- |
| 2009 | Katy Perry | Novinec v negi las leta | Da        |

### Grammyji
| Leto | Delo                                     | Kategorija                          | Osvojeno?                        |
| ---- | ---------------------------------------- | ----------------------------------- | -------------------------------- |
| 2009 | »I Kissed a Girl«                        | Najboljši ženski pop vokalni nastop | style="background: #ffdddd"\| Ne |
| 2010 | »Hot n Cold«                             | Najboljši ženski pop vokalni nastop | style="background: #ffdddd"\| Ne |
| 2011 | Teenage Dream                            | Album leta                          | Še neznan rezultat               |
| 2011 | Teenage Dream                            | Najboljši pop vokalni album         | Še neznan rezultat               |
| 2011 | »Teenage Dream«                          | Najboljši ženski pop vokalni nastop | Še neznan rezultat               |
| 2011 | »California Gurls« (skupaj s Snoop Dogg) | Najboljše pop sodelovanje z vokali  | Še neznan rezultat               |

### International Dance Music Awards
| Leto | Delo              | Kategorija                              | Osvojeno?                        |
| ---- | ----------------- | --------------------------------------- | -------------------------------- |
| 2009 | »I Kissed a Girl« | Najboljša alternativna/rock dance pesem | style="background: #ffdddd"\| Ne |
| 2009 | »I Kissed a Girl« | Najboljša dance pop pesem               | style="background: #ffdddd"\| Ne |
| 2010 | Katy Perry        | Najboljši ustvarjalec (samostojni)      |                                  |

### Kid's Choice Awards
| Leto | Delo              | Kategorija      | Osvojeno? |
| ---- | ----------------- | --------------- | --------- |
| 2009 | »I Kissed a Girl« | Najboljša pesem | Ne        |

### MTV Awards

#### Los Premios MTV Latinoamérica
| Leto | Delo              | Kategorija                              | Osvojeno?                        |
| ---- | ----------------- | --------------------------------------- | -------------------------------- |
| 2008 | Katy Perry        | Najboljši novi ustvarjalec - Mednarodni | style="background: #ffdddd"\| Ne |
| 2008 | Katy Perry        | Fashionista - Ženska                    | style="background: #ffdddd"\| Ne |
| 2008 | »I Kissed a Girl« | Pesem leta                              | style="background: #ffdddd"\| Ne |
| 2009 | Katy Perry        | Fashionista - Ženska                    | style="background: #ffdddd"\| Ne |
| 2009 | »I Kissed a Girl« | Najboljše zvonenje telefona             | Da                               |

#### MTV Australia Music Awards
| Leto | Delo       | Kategorija       | Osvojeno? |
| ---- | ---------- | ---------------- | --------- |
| 2009 | Katy Perry | Najboljši preboj | Da        |

#### MTV Europe Music Awards
| Leto | Delo                 | Kategorija                  | Osvojeno?                        |
| ---- | -------------------- | --------------------------- | -------------------------------- |
| 2008 | Katy Perry           | Najboljši novi ustvarjalec  | Da                               |
| 2008 | »I Kissed a Girl«    | Pesem, s katero se zasvojiš | style="background: #ffdddd"\| Ne |
| 2009 | Katy Perry           | Najboljša ženska            | style="background: #ffdddd"\| Ne |
| 2009 | »Waking Up in Vegas« | Najboljši videospot         | style="background: #ffdddd"\| Ne |
| 2010 | Katy Perry           | Najboljša ženska            | style="background: #ffdddd"\| Ne |
| 2010 | Katy Perry           | Najboljši pop               | style="background: #ffdddd"\| Ne |
| 2010 | Katy Perry           | Najboljši oder na svetu     | style="background: #ffdddd"\| Ne |
| 2010 | »California Gurls«   | Najboljša pesem             | style="background: #ffdddd"\| Ne |
| 2010 | »California Gurls«   | Najboljši videospot         | Da                               |

#### MTV Video Music Awards
| Leto | Delo               | Kategorija                      | Osvojeno?                        |
| ---- | ------------------ | ------------------------------- | -------------------------------- |
| 2008 | »I Kissed a Girl«  | Najboljše ustvarjalno režiranje | style="background: #ffdddd"\| Ne |
| 2008 | »I Kissed a Girl«  | Najboljše urejanje              | style="background: #ffdddd"\| Ne |
| 2008 | »I Kissed a Girl«  | Najboljša kinematografija       | style="background: #ffdddd"\| Ne |
| 2008 | »I Kissed a Girl«  | Najboljši ženski videospot      | style="background: #ffdddd"\| Ne |
| 2008 | »I Kissed a Girl«  | Najboljši novi ustvarjalec      | style="background: #ffdddd"\| Ne |
| 2010 | »California Gurls« | Najboljši ženski videospot      | style="background: #ffdddd"\| Ne |
| 2010 | »California Gurls« | Najboljši pop videospot         | style="background: #ffdddd"\| Ne |

#### MTV Video Music Brasil
| Leto | Delo       | Kategorija                       | Osvojeno?                        |
| ---- | ---------- | -------------------------------- | -------------------------------- |
| 2008 | Katy Perry | Najboljši mednarodni ustvarjalec | style="background: #ffdddd"\| Ne |
| 2009 | Katy Perry | Najboljši mednarodni ustvarjalec | style="background: #ffdddd"\| Ne |
| 2010 | Katy Perry | Najboljši mednarodni ustvarjalec | style="background: #ffdddd"\| Ne |

#### MTV Video Music Awards Japan
| Leto | Delo              | Kategorija                 | Osvojeno? |
| ---- | ----------------- | -------------------------- | --------- |
| 2009 | Katy Perry        | Najboljši novi ustvarjalec | Ne        |
| 2009 | »I Kissed a Girl« | Najboljši pop videospot    | Da        |

### MuchMusic Video Awards
| Leto | Delo                 | Kategorija                                   | Osvojeno?                        |
| ---- | -------------------- | -------------------------------------------- | -------------------------------- |
| 2009 | »I Kissed a Girl«    | Najboljši videospot mednarodnega ustvarjalca | style="background: #ffdddd"\| Ne |
| 2009 | »Hot n Cold«         | Izbira ljudi: Najljubši mednarodni videospot | style="background: #ffdddd"\| Ne |
| 2010 | »Waking Up in Vegas« | Najboljši videospot mednarodnega ustvarjalca | style="background: #ffdddd"\| Ne |

### Nickelodeon Australian Kids Choice Awards
| Leto | Delo               | Kategorija      | Osvojeno? |
| ---- | ------------------ | --------------- | --------- |
| 2010 | »California Gurls« | Najljubša pesem | Da        |

### NME Awards
| Leto | Delo       | Kategorija               | Osvojeno?                        |
| ---- | ---------- | ------------------------ | -------------------------------- |
| 2009 | Katy Perry | Najslabše oblečena oseba | style="background: #ffdddd"\| Ne |
| 2010 | Katy Perry | Najslabše oblečena oseba | style="background: #ffdddd"\| Ne |

### NRJ Music Awards
| Leto | Delo               | Kategorija                       | Osvojeno?                        |
| ---- | ------------------ | -------------------------------- | -------------------------------- |
| 2009 | Katy Perry         | Mednarodni novi ustvarjalec leta | style="background: #ffdddd"\| Ne |
| 2009 | »I Kissed a Girl«  | Mednarodna pesem leta            | style="background: #ffdddd"\| Ne |
| 2009 | One of the Boys    | Mednarodni album leta            | Da                               |
| 2011 | Katy Perry         | Mednarodna ženska leta           | Še neznan rezultat               |
| 2011 | »California Gurls« | Videospot leta                   | Še neznan rezultat               |
| 2011 | »California Gurls« | Mednarodna pesem leta            | Še neznan rezultat               |

### People's Choice Awards
| Leto | Delo               | Kategorija                   | Osvojeno?          |
| ---- | ------------------ | ---------------------------- | ------------------ |
| 2009 | »I Kissed a Girl«  | Najljubša pop pesem          | Da                 |
| 2010 | Katy Perry         | Najljubši pop ustvarjalec    | Ne                 |
| 2011 | Katy Perry         | Najljubša ženska ustvarjalka | Še neznan rezultat |
| 2011 | Katy Perry         | Najljubši pop ustvarjalec    | Še neznan rezultat |
| 2011 | Katy Perry         | Najljubša spletna osebnost   | Še neznan rezultat |
| 2011 | »California Gurls« | Najljubša pesem              | Še neznan rezultat |
| 2011 | »Teenage Dream«    | Najljubši videospot          | Še neznan rezultat |

### Premios Oye!
| Leto | Delo            | Kategorija                              | Osvojeno? |
| ---- | --------------- | --------------------------------------- | --------- |
| 2009 | One of the Boys | Najboljši novi ustvarjalec (mednarodni) | Ne        |

### Q Awards
| Leto | Delo              | Kategorija      | Osvojeno? |
| ---- | ----------------- | --------------- | --------- |
| 2009 | »I Kissed a Girl« | Najboljša pesem | Ne        |

### Soul and Jazz Awards
| Leto | Delo                                       | Kategorija                     | Osvojeno?                        |
| ---- | ------------------------------------------ | ------------------------------ | -------------------------------- |
| 2010 | One of the Boys                            | Album leta                     | style="background: #ffdddd"\| Ne |
| 2010 | One of the Boys                            | Najboljši pop album leta       | style="background: #ffdddd"\| Ne |
| 2010 | Katy Perry                                 | Najboljši pop ustvarjalec leta | style="background: #ffdddd"\| Ne |
| 2010 | »California Gurls« (skupaj s Snoop Doggom) | Najboljše sodelovanje          | Da                               |

### Teen Choice Awards
| Leto | Delo                                           | Kategorija                                    | Osvojeno? |
| ---- | ---------------------------------------------- | --------------------------------------------- | --- |
| 2008 | Katy Perry                                     | Izbira uporabnika MySpacea                    | style="background: #ffdddd"\| Ne                                                                                 |
| 2009 | Katy Perry                                     | Izbira glasbe: Ženski ustvarjalec             | style="background: #ffdddd"\| Ne                                                                                 |
| 2009 | »Hot n Cold«                                   | Izbira glasbe: Singl                          | style="background: #ffdddd"\| Ne                                                                                 |
| 2009 | One of the Boys                                | Izbira glasbe: Album (ženska ustvarjalka)     | style="background: #ffdddd"\| Ne                                                                                 |
| 2010 | Katy Perry                                     | Poletna izbira: Ženska ustvarjalka            | style="background: #ffdddd"\| Ne                                                                                 |
| 2010 | Katy Perry                                     | Izbira mode: Privlačna ženska                 | style="background: #ffdddd"\| Ne                                                                                 |
| 2010 | Katy Perry                                     | Izbira mode: Ženska ikona na rdečih preprogah | style="background: #ffdddd"\| Ne                                                                                 |
| 2010 | »If We Ever Meet Again« (skupaj s Timbalandom) | Izbira glasbe (sodelovanje)                   | style="background: #ffdddd"\| Ne                                                                                 |
| 2010 | »California Gurls«                             | Izbira glasbe: Singl                          | style="background: #99FF99; color: black; vertical-align: middle; text-align: left; " class="yes table-yes2"\|Da |
| 2010 | »California Gurls«                             | Poletna izbira: Pesem                         | style="background: #99FF99; color: black; vertical-align: middle; text-align: left; " class="yes table-yes2"\|Da |

### TMF Awards
| Leto | Delo       | Kategorija                 | Osvojeno? |
| ---- | ---------- | -------------------------- | --------- |
| 2009 | Katy Perry | Najboljši pop (mednarodni) | Ne        |

### Top In Rock Awards
| Leto | Delo       | Kategorija   | Osvojeno? |
| ---- | ---------- | ------------ | --------- |
| 2008 | Katy Perry | Novinec leta | Da        |

### TV Guys Choice Awards
| Leto | Delo       | Kategorija       | Osvojeno? |
| ---- | ---------- | ---------------- | --------- |
| 2009 | Katy Perry | Najboljša sirena | Da        |

### UK Festival Awards
| Leto | Delo       | Kategorija                                | Osvojeno? |
| ---- | ---------- | ----------------------------------------- | --------- |
| 2009 | Katy Perry | Največkrat na letnih festivalih - Dekleta | Ne        |

### Virgin Media Music Awards
| Leto | Delo                     | Kategorija                              | Osvojeno?                        |
| ---- | ------------------------ | --------------------------------------- | -------------------------------- |
| 2008 | »I Kissed a Girl«        | Najboljša pesem                         | Da                               |
| 2010 | »California Gurls«       | Najboljši videospot                     | style="background: #ffdddd"\| Ne |
| 2010 | »California Gurls«       | Najboljši singl                         | style="background: #ffdddd"\| Ne |
| 2010 | Katy Perry               | Najboljša samostojna ženska ustvarjalka | style="background: #ffdddd"\| Ne |
| 2010 | Katy Perry in Snoop Dogg | Najboljše sodelovanje                   | style="background: #ffdddd"\| Ne |

### World Music Awards
| Leto | Delo       | Kategorija                                     | Osvojeno?                       |
| ---- | ---------- | ---------------------------------------------- | ------------------------------- |
| 2008 | Katy Perry | Najbolje prodajana pop/rock ženska ustvarjalka | style="background: #ffdddd"\|Ne |
| 2008 | Katy Perry | Najbolje prodajan novinec na svetu             | style="background: #ffdddd"\|Ne |

### Cosmopolitan Ultimate Women of the Year Awards
| Leto | Delo       | Kategorija                           | Osvojeno? |
| ---- | ---------- | ------------------------------------ | --------- |
| 2010 | Katy Perry | Ultimatna mednarodna glasbena zvezda | Da        |

### CAPRICHO Magazine Awards
| Leto | Delo                                       | Kategorija              | Osvojeno?                        |
| ---- | ------------------------------------------ | ----------------------- | -------------------------------- |
| 2010 | Katy Perry                                 | Cantora Internacional   | Da                               |
| 2010 | Katy Perry                                 | Mais Estilosas Nacional | style="background: #ffdddd"\| Ne |
| 2010 | »California Gurls« (skupaj s Snoop Doggom) | Música Internacional    | style="background: #ffdddd"\| Ne |